# Museu Municipal (Ciutadella)
El Museu Municipal és un museu sobre història de Ciutadella i de l'illa de Menorca. És entre d'altres el depositari del material arqueològic recuperat al terme municipal.
De 1995 a l'octubre de 2018 es trobava a l'edifici del Bastió de sa Font. Des de novembre d'aquest any va integrar una nova seu a Can Saura Miret, al qual es va realitzar una exposició temporari fins l'autumne 2021 Que la terra et sigui lleu en esperar un nou projecte museogràfic. L'antic museu que era principalment arqueològic s'obre ara cap a la història i els elements etnològics.
És un museu de caràcter local, de titularitat i gestió municipals, i que depèn de l'Ajuntament de Ciutadella.

## Història
Des de l'inici del segle xx la ciutadània va començar interessar per la conservació del ric patrimoni de la ciutat. El 14 d'abril de 1935 es va inaugurar el Museu Historic-artístic en els baixos de la casa consistorial per iniciativa d'un col·lectiu interessat en la recuperació del llegat històric de la ciutat, encapçalat per Josep Cavaller Piris, que en esdevé el director tècnic.
El museu s'inaugura amb quatre salons dedicats, cadascun d'aquests, a diferents personalitats il·lustres de Ciutadella: Josep M. Quadrado i Nieto, Rafael Oleo i Quadrado, Francesc Barceló i Caimaris, i Joan Benejam. Molt material va ser donat per la població. Es du a terme una política d'adquisició. El Museu rep subvencions de l'Ajuntament de Ciutadella i de l'antiga Diputació Provincial de Balears. El museu desenvolupa igualment una activitat d'investigació, com ara les excavacions a la planícia de Sant Nicolau, a la recerca dels fonaments de l'antiga ermita. S'hi van trobar testimonis de la necròpolis baiximperial romana de Ciutadella.
Durant el període de la Guerra Civil el museu queda tancat, tot i que es té constància d'una certa activitat per part de Francesc Capó, funcionari municipal que se n'encarrega del manteniment. El 20 de juny de 1939 es reobre el Museu i, des d'aquest moment i fins al 1946, se'n fa càrrec Tomàs Squella, tot i que la institució seguirà essent dirigida per Josep Cavaller fins a la seva mort. Durant aquest període es remodelen les sales d'exposició i es continua l'inventari de la col·lecció.
A partir de 1959 Guillem Florit n'esdevé el responsable, que renova la infraestructura museística i promou la investigació. Així, es du a terme l'excavació de la naveta des Tudons, dirigida per M. Lluïsa Serra, directora del Museu de Belles Arts de Maó, i per Lluís Pericot, de la Universitat de Barcelona, la qual cosa permet l'ingrés d'una important col·lecció de material talaiòtic al Museu.
El 1972 es fa càrrec del Museu Joan Manel Casasnovas, a qui seguiran Ferran Casasnovas i Joan López durant un breu període. Finalment, el Museu quedarà en mans de Joan Casasnovas, que reorganitzarà el funcionament intern del Museu i començarà una nova política d'adquisicions de material de tipus etnològic.
Arran de l'ampliació de les dependències de la Policia Municipal, el 1983, que inclou part de les sales de l'antic museu, aquest es tanca i els seus fons són inventariats i emmagatzemats per Gustau Joan, a l'espera de la nova ubicació en el bastió de sa Font, edifici cedit per part del Ministeri de Cultura a l'Ajuntament. El 1995 es va obrir el museu a Es Bastió, instal·lació que es va tancar l'octubre 2018. Aquest edifici continuarà com a magatzem i laboratori.

## L'antiga exposició permanent a Es Bastió
L'antiga exposició permanent a es Bastió explicava la història de Ciutadella, des de l'època prehistòrica fins a l'època musulmana i l'arribada d'Alfons III el 1287. Explicava les diferents etapes històriques de l'illa.
Començava amb els inicis del poblament de l'illa i la convivència dels primers pobladors amb el Myotragus balearicus, segueix amb una vitrina dedicada al període pretalaiòtic i a les formes de vida i costums d'aquest moment, i segueix amb l'etapa talaiòtica, a la qual es dedica un conjunt ampli de vitrines per tal d'explicar les formes de vida, els costums i les relacions d'aquesta cultura endèmica i representativa de Menorca i Mallorca.
Després de l'etapa talaiòtica, hi havia un espai dedicat a l'època romana, on s'explicava el canvi que va representar l'entrada de l'illa dins l'òrbita romana pel que fa als costums i a les maneres de viure dels seus habitants. Per acabar aquest període, hi ha una vitrina dedicada als orígens del cristianisme i les basíliques paleocristianes. Per acabar, hi havia espai dedicat a les incursions vàndales, a l'Imperi Romà d'Orient, al final de l'imperi romà i al començament de l'etapa musulmana.